# 杉田玄白記念公立小浜病院

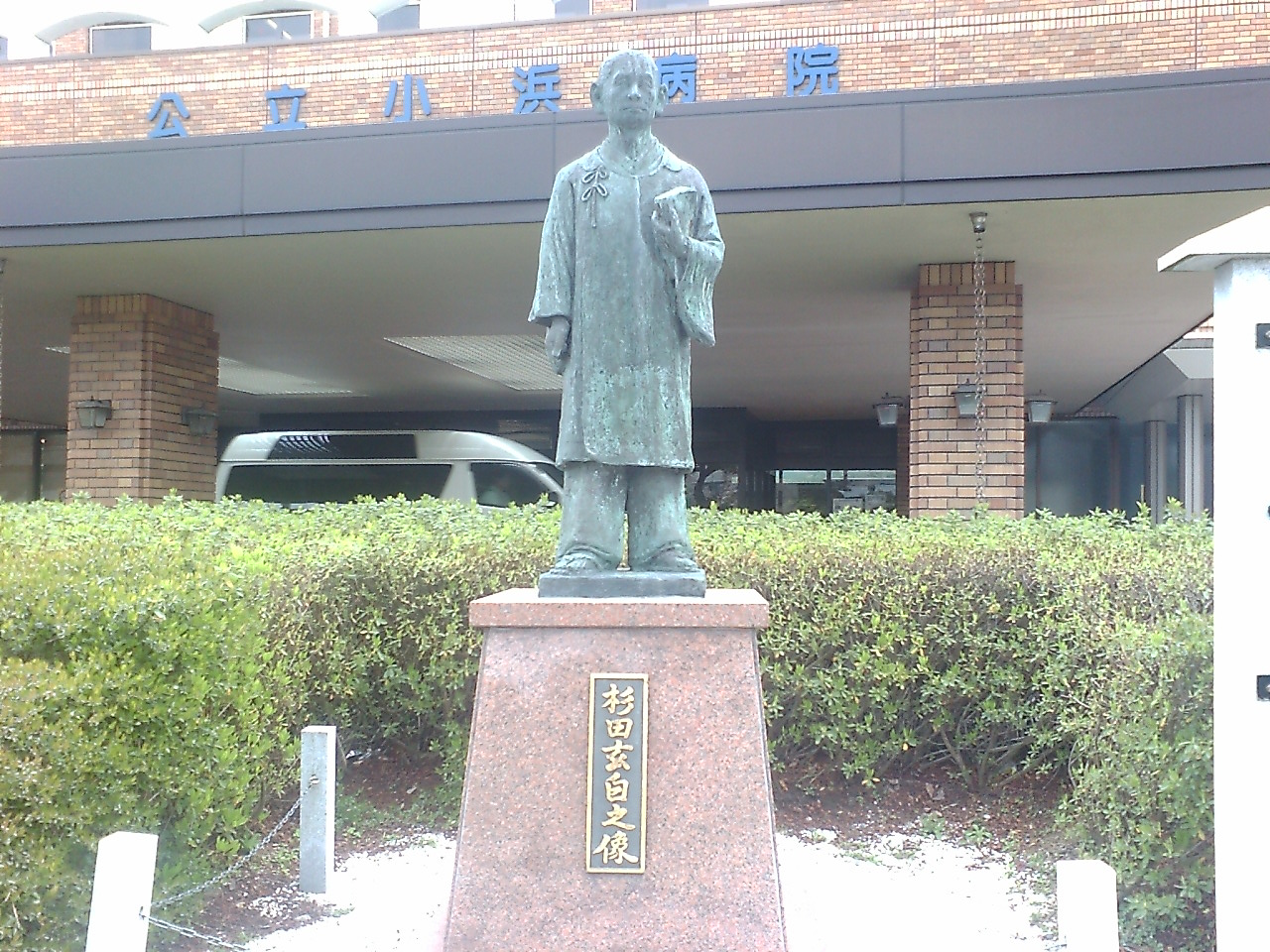
杉田玄白の銅像

杉田玄白記念公立小浜病院（すぎたげんぱくきねんこうりつおばまびょういん）は、福井県小浜市に所在する公立小浜病院組合の病院である。
2007年10月1日に高度医療センター・救命救急センターが開設され、同時に名称が「公立小浜病院」から「杉田玄白記念公立小浜病院」へと変更となった。
病院名は、『解体新書』を著した杉田玄白が小浜藩出身であったことに因んでおり、病院正面には杉田玄白の銅像がある。救命救急センター、地域周産期母子医療センター、災害拠点病院、へき地医療拠点病院などの機能を有する。病院の理念は「地域住民の皆様とともに歩み、愛され、信頼される病院」。

## 沿革
- 1883年（明治16年）1月4日 -「県立小浜病院」として開設
- 1893年（明治26年）4月1日 - 郡制実施により「郡立小浜病院」と改称
- 1923年（大正12年）4月1日 - 郡制廃止に伴い小浜病院組合を設け「共立小浜病院」と改称
- 1951年（昭和26年）4月1日 - 町村合併により一市八村の組合立病院となり、「公立小浜病院」と改称
- 1955年（昭和30年）1月1日 - 町村合併により一市一町一村の組合立病院となる（小浜市、上中町、名田庄村）
- 1957年（昭和32年）9月1日 - 組合病院の承認を受ける
- 1960年（昭和35年）6月12日 - 救急告示病院の指定を受ける
- 1978年（昭和53年）12月1日 - 第2次救急病院群輪番制病院の指定を受ける
- 1980年（昭和55年）4月1日 - へき地中核病院の指定を受ける
- 1983年（昭和58年）11月24日 - 創立100周年記念式典
- 1990年（平成2年）4月1日 - 公立若狭高等看護学院開校
- 1991年（平成3年）5月15日 - 自治体立優良病院表彰式において自治大臣表彰を受ける
- 1992年（平成4年）7月2日 - 病院施設整備事業起工式典（西館建設、既存病棟改修など）
- 1993年（平成5年）
  - 8月30日 - 西館完成
  - 9月1日 - 病床数変更 391床（一般271床、精神100床、隔離20床）
  - 12月18日 - 第2病棟、第3病棟 改修工事完了
- 1994年（平成6年）5月27日 - 病院施設整備事業竣工式典（西館建設、既存病棟改修など）
- 1995年（平成7年）6月1日 - 脳ドック開設
- 1998年（平成10年）
  - 1月19日 - 災害拠点病院（地域災害医療センター）の指定を受ける
  - 4月1日 - 院内保育所開設
  - 8月25日 - 立体駐車場完成
- 1999年（平成11年）
  - 5月25日 - 遠隔医療システム稼働
  - 12月13日 - リハビリテーション施設整備工事完成
- 2000年（平成12年）
  - 3月29日 - 介護老人保健施設アクール若狭開設
- 2001年（平成13年）
  - 4月1日 - 三方町、美浜町が病院組合へ加入
- 2003年（平成15年）
  - 7月1日 - レイクヒルズ美方病院開設
  - 8月11日 - 高度医療施設整備事業 第1期起工式典（東館、医師公舎、看護師宿舎、学生寮建設など）
  - 10月30日 - 単独型臨床研修病院の指定を受ける
- 2004年（平成16年）
  - 11月2日 - 病床数変更 410床（一般318床、精神100床、感染2床）
  - 11月10日 - 高度医療施設整備事業 第1期工事竣工式典（東館、医師公舎、看護師宿舎、学生寮建設など）
- 2005年（平成17年）
  - 3月30日 - 上中町、三方町が病院組合から脱退（合併による）
  - 3月31日 - 若狭町が病院組合へ加入
  - 6月1日 - 福井県地域療育拠点設置事業受託開始
  - 10月1日 - 指定居宅介護支援事業開始
  - 10月3日 - 第1期オーダリングシステム運用開始、院外処方箋発行開始
  - 10月27日 - 高度医療施設整備事業 第2期工事起工式典（本館、救命救急センター建設など）
  - 11月1日 - 小浜市病後児保育事業受託開始、病後児保育所開設
- 2006年（平成18年）
  - 1月18日 - 協力型臨床研修施設（歯科口腔外科）の指定を受ける
  - 3月2日 - 名田庄村が病院組合から脱退（合併による）
  - 3月3日 - おおい町が病院組合へ加入
  - 3月20日 -（財）日本医療機能評価機構の審査を受ける（審査体制区分3Ver.4.0）
  - 4月1日 - 救急総合診療科開設、精神科デイケア開始
- 2007年（平成19年）
  - 10月1日 - 病院の名称を「杉田玄白記念公立小浜病院」と改称、救命救急センター開設
  - 10月25日 - 高度医療施設整備事業 第2期工事竣工式典（本館、救命救急センター建設など）
  - 10月29日 - 第2期オーダリングシステム運用開始、病床数変更 456床（一般296床、療養50床、感染2床、結核8床、精神100床）
  - 11月1日 - 療養病床（50床）運用開始
- 2008年（平成20年）
  - 4月1日 - 単独型臨床研修指定病院として歯科臨床研修医を受入れ
  - 11月1日 - 小児科休日当番医制度を開始
- 2009年（平成21年）3月30日 - DMAT指定病院となる
- 2010年（平成22年）
  - 3月15日 - エネルギー研究開発拠点化事業竣工
  - 4月1日 - 消化器センター開設
  - 7月1日 - DPC対象病院となる
- 2011年（平成23年）
  - 2月19日 - 高度医療施設整備事業 第3期工事起工式典（外来新棟建設など）
  - 3月20日 -（財）日本医療機能評価機構認定更新（審査体制区分3 Ver.6.0）
  - 3月22日 - 東日本大震災に係る救護班派遣（計5班）
  - 11月21日 - 外来新棟 診療開始（脳外科、泌尿器科、眼科、精神科、皮膚科、歯科口腔外科、リニアック、売店、一般食堂）
- 2012年（平成24年）
  - 11月24日 - 高度医療施設整備事業 第3期工事竣工式典（外来新棟建設など）
- 2013年（平成25年）
  - 4月1日 - 小児療育センター開設
  - 5月25日 - 中川淳庵薬草園を開園
  - 11月24日 - 開設130周年記念若狭健康フォーラムを開催
- 2014年（平成26年）
  - 1月12日 - 電子カルテシステム運用開始
  - 4月1日 - 病床数変更 456床（一般246床、療養100床、感染2床、結核8床、精神100床）
- 2016年（平成28年）
  - 3月20日 -（財）日本医療機能評価機構認定更新（機能種別版評価項目 3rdG：Ver.1.1）
  - 4月27日 - 熊本地震に係る救護班派遣
  - 6月1日 - 地域包括ケア病棟（52床）運用開始
- 2018年（平成30年）3月1日 - 病床数変更 456床（一般296床、療養50床、結核8床、感染症2床、精神100床）

## 診療科
- 救急
- 総合診療科
- 内科
- 循環器内科
- 外科
- 消化器外科
- 心臓血管外科
- 整形外科
- 形成外科
- 脳神経外科
- 小児科
- 産婦人科
- 泌尿器科
- 耳鼻咽喉科
- 眼科
- 皮膚科
- 精神科
- 麻酔科
- 放射線科
- 歯科・口腔外科
- リハビリテーション科

## 公立小浜病院組合
公立小浜病院を設置する一部事務組合。設立当初は小浜市、上中町（現・若狭町）、名田庄村（現・おおい町）が参加していたが、2003年に行われたレイクヒルズ美方病院の分院化に伴い、美浜町と三方町（現・若狭町）が加わった。

## 施設
- 本館
- 救命救急センター
- 東館
- 西館
- 南館
- アクール若狭
- 公立若狭高等看護学院

## 周辺
- 小浜市役所
- 小浜市文化会館
- 中央児童公園
- 若狭防災センター
- 山川登美子記念館
- 福井県立若狭高等学校
- 小浜市立小浜第二中学校
- 小浜駅前郵便局
- 小浜郵便局
- 小浜湾

## アクセス
病院公式サイト「交通アクセス」も参照
- JR小浜線小浜駅から3分。
- 国道162号沿い。

## 関連人物
- 梅澤純一 - 院長を歴任
- 小西淳二 - 名誉院長を歴任